# Bruno Seidel (Politikwissenschaftler)
Bruno Seidel (* 18. Januar 1909 in St. Wendel; † 21. August 1970) war ein deutscher Politikwissenschaftler und Hochschullehrer.
Seidel studierte vor 1933 bei Emil Lederer, musste als freiheitlicher Sozialist 1933 Deutschland verlassen. Er kämpfte im Spanischen Bürgerkrieg, ging dann nach Großbritannien und Belgien, wurde dort 1940 verhaftet.
1947 promovierte er bei Rudolf Stucken an der Universität Erlangen und habilitierte sich dort 1950. Von 1954 bis 1962 lehrte er an der Hochschule für Arbeit, Politik und Wirtschaft in Wilhelmshaven–Rüstersiel. Mit deren Integration in die Universität Göttingen lehrte er dort Politikwissenschaft bis zu seinem Tod 1970. 1968 hatte er eine Gastprofessur in Seoul und erhielt dort einen Ehrendoktor. Sein Assistent war der DDR-Dissident Siegfried Jenkner.

## Schriften
- Industrialismus und Kapitalismus, Hain, Meisenheim 1955
- Klassenbildung und Sozialschichtung, Darmstadt 1968
- Wege der Totalitarismus-Forschung, hrsg. von Bruno Seidel und Siegfried Jenkner, Darmstadt 1968